# Monte Saint-Bruno
Monte Saint-Bruno (en francés: Mont Saint-Bruno) es una montaña parte de las colinas de Monteregia en el sur de la provincia de Quebec, al este de Canadá. Su cima se eleva hasta los 213 m (699 pies) de alto y se encuentra a 23 km (14 millas) al este del centro de Montreal.
Esta montaña tiene una estación de esquí,  espacios naturales, y un huerto de manzanas. Los bosques de haya, arce, roble, nogal, palo fierro, cicuta y pinos cubren las laderas que no han sido taladas para la agricultura o el esquí. El huerto de manzanas es una estación de investigación agrícola operado por la IRDA (Instituto de Investigación y Desarrollo para el Medio Ambiente y Agricultura de Quebec).